# Dumitru Sandu
Dumitru Sandu (n. 6 decembrie 1939) este un fost deputat român în legislatura 1996-2000, ales în județul Botoșani pe listele partidului USD-PSDR. Dumitru Sandu a devenit deputat neafiliat din martie 1999. Dumitru Sandu a fost membru în grupurile parlamentare de prietenie cu Republica Azerbaidjan, Republica Slovacă și Republica Coreea.

## Legături externe
- Dumitru Sandu Arhivat în 21 iunie 2024, la Wayback Machine. la cdep.ro